# Smithson Tennant
Smithson Tennant (30. listopadu 1761 Selby - 22. února 1815 Boulogne-sur-Mer) byl anglický chemik.
V roce 1781 začal studovat medicínu v Edinburghu, ale po několika měsících přešel na Cambridge, kde vystudoval botaniku a chemii. Absolvoval roku 1796. Záhy zakoupil panství blízko Cheddaru v Somersetu, kde prováděl zemědělské experimenty. V roce 1803 objevil prvky iridium a osmium, které našel ve zbytcích z roztoku platinových rud. Za to roku 1804 obdržel Copleyho medaili. Rovněž přispěl k prokázání totožnosti diamantu a dřevěného uhlí. V roce 1813 byl jmenován profesorem chemie v Cambridgi. Zemřel nedaleko francouzského města Boulogne-sur-Mer, při pádu mostu.